# Sơn đậu
Sơn đậu (danh pháp khoa học: Parochetus communis) là một loài thực vật có hoa trong họ Đậu. Loài này được D.Don miêu tả khoa học đầu tiên.

## Hình ảnh

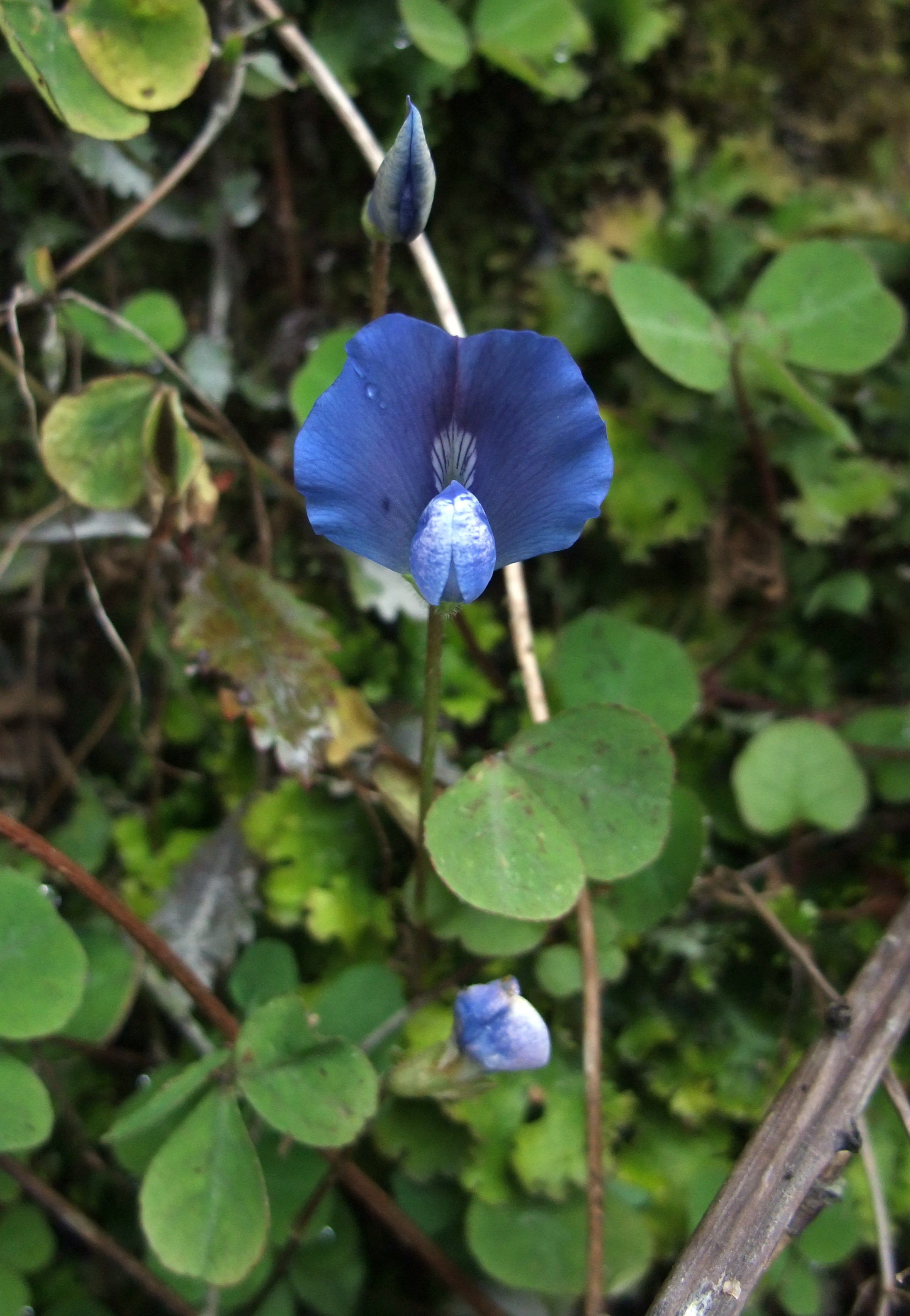
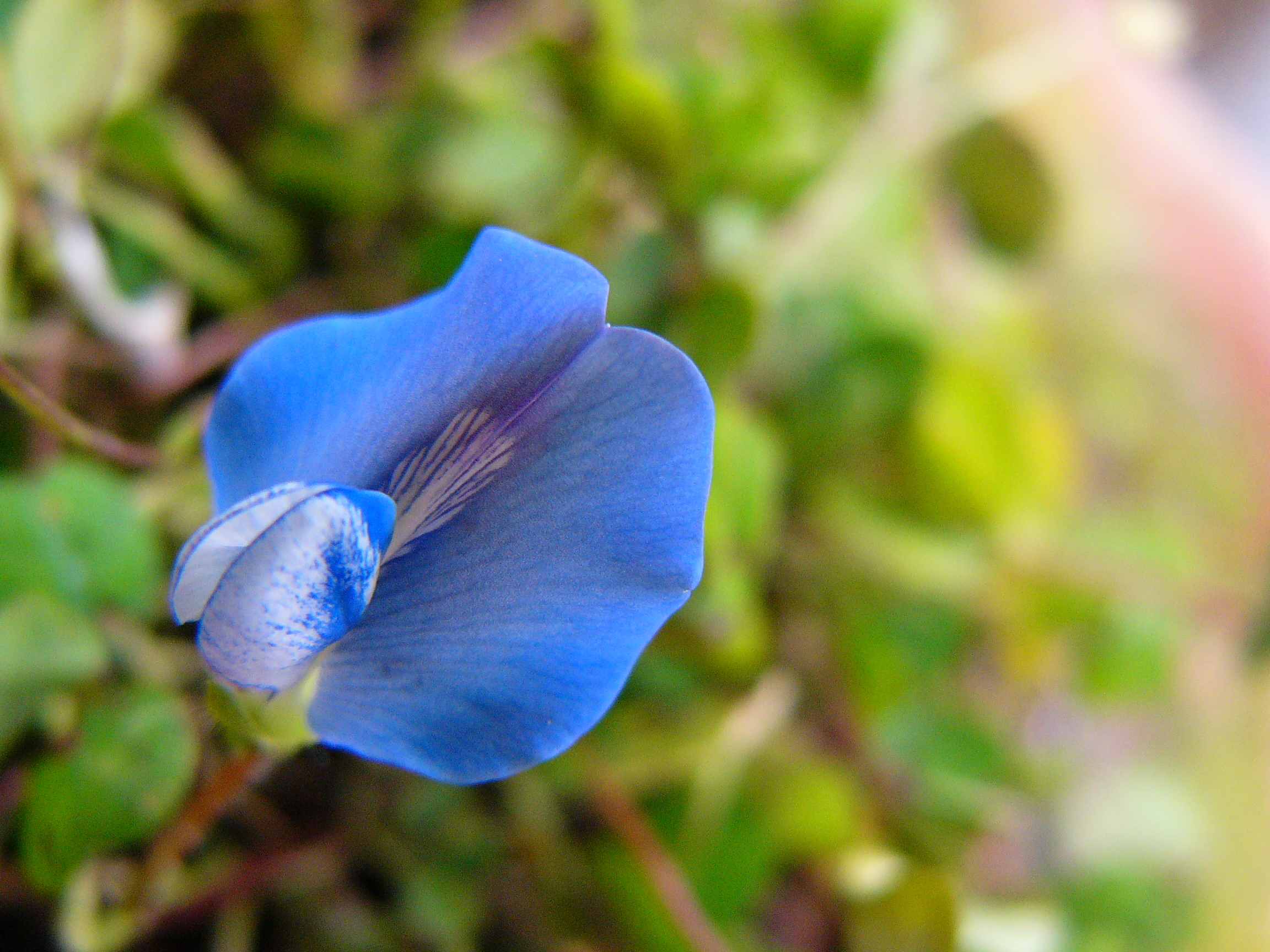
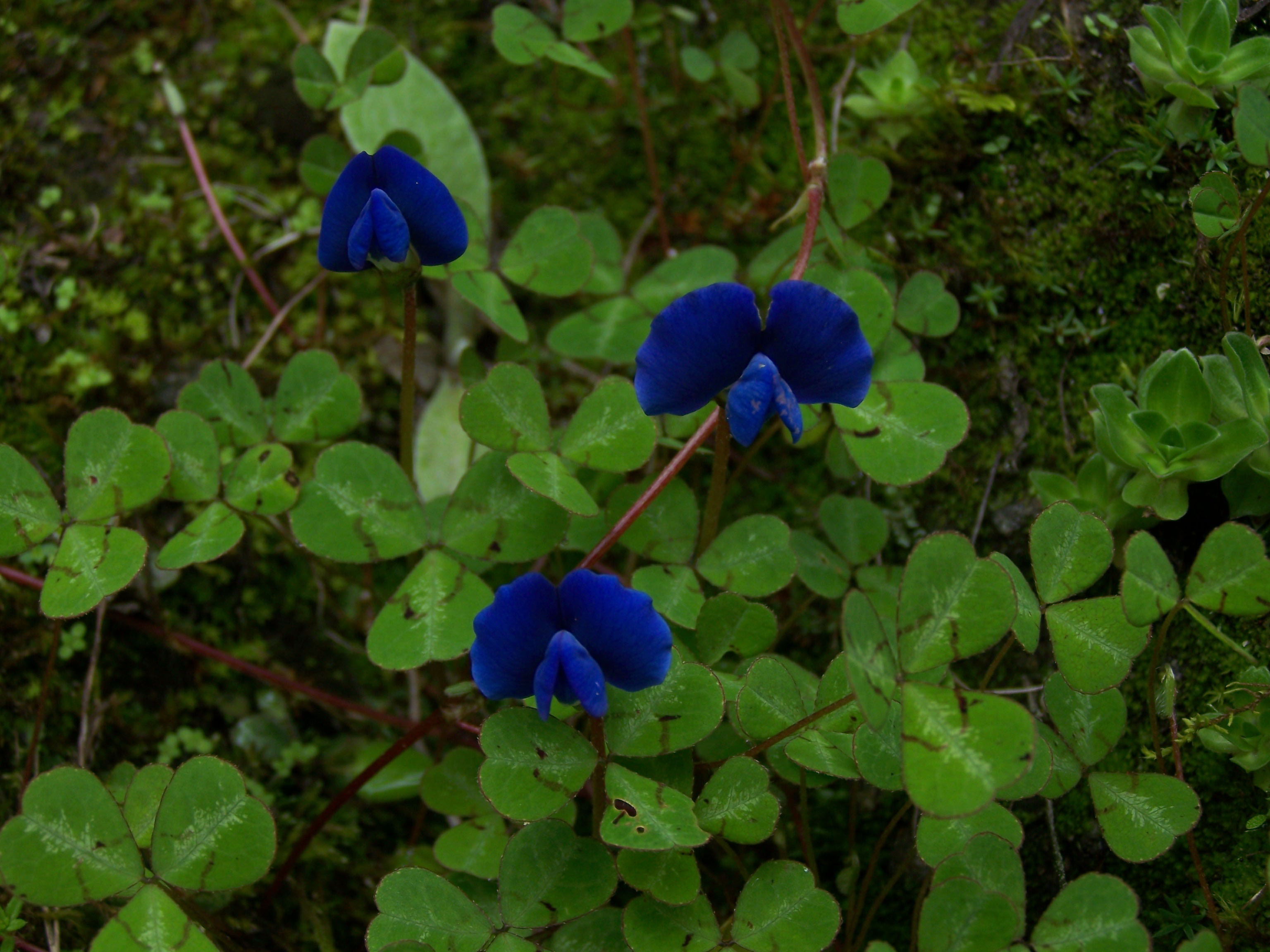
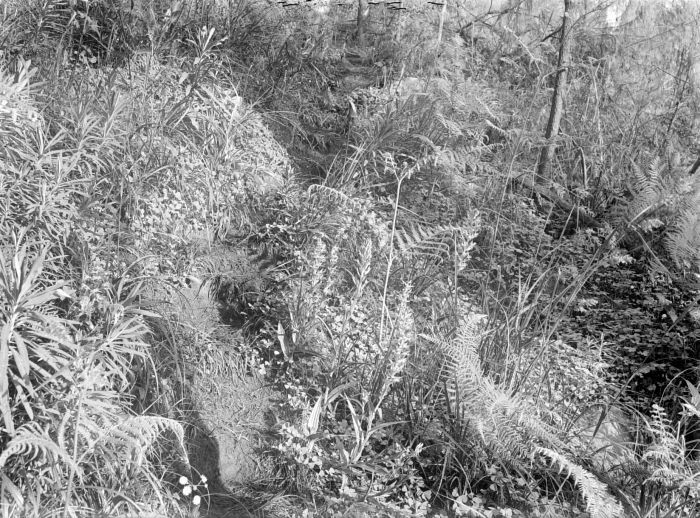